# Contact (Nevada)
Contact é uma comunidade incorporada no condado de Elko, no estado norte-americano do Nevada. Fica situada numa região rica em granito e existem muitas minas nas proximidades. 

## História
Contact tornou-se conhecida como uma vila mineira em 1890, mas a sua população caiu para 5 habitantes em 1905. Em 1907 a  United States Mining and Smelting Company estabeleceu -se na área de Contact e a cidade começou a crescer novamente, alcançando os 300 habitantes em 1908.
Em 1915, Contact tinha um hotel, restaurante e até um jornal. Em 1930, foi fundada uma nova cidade de Contact.  Em 1942, Um fogo devastador deixou Contact à beira de se tornar numa cidade fantasma.  . Houve tentativas de renascer a cidade em 1943 e 1952, mas fracassaram. Hoje os poucos habitantes da localidade trabalham numa estação de manutenção Departamento de Transportes do Nevada. 